# Mikhaïl Khozine
Mikhaïl Semionovitch Khozine (russe : Михаи́л Семёнович Хо́зин), né le 22 novembre 1896 dans le gouvernement de Tambov et décédé le 27 février 1979 à Moscou, était un chef militaire soviétique.

## Biographie
Il est né le 22 octobre 1896, il passe son école primaire dans école paroissiale. En 1911, il est diplômé de l'école secondaire et entre à l'école technique du rail. En 1914, il travaille comme technicien stagiaire pour l'entretien des rails. Le 7 août 1915, il est enrôlé dans l'armée impériale dans le Régiment de Tambov. Il est envoyé en formation, il devient caporal puis sous-officiers. En février 1916, il est envoyé à l'école militaire de Kiev. Il obtient son diplôme en juin 1916. Avec son régiment, il participe à la Première Guerre mondiale sur le front du Sud-Ouest et en Roumanie.
En avril 1918, il redevient technicien dans les chemins de fer. En même temps, il a dirigé les travaux publics de la formation militaire des travailleurs et des employés dans le système de chemin de fer. Il sert comme secrétaire du conseil des chemins de fer du district de Kirsanov. Il devient commandant de régiment en mai 1919.
En janvier 1924, il est nommé commandant adjoint de la 22e Division de Krasnodar, il étudie à Moscou à l'Académie militaire Frounze. 
De 1925 à mars 1937, il commande la 31e Division de Stalingrad. De mars à septembre 1937, il est le commandant du Ier Corps à Novgorod. De septembre à décembre 1937, il commande le district militaire de Léningrad. De décembre 1937 à mai 1939, il commande le district militaire de Leningrad, de juin 1939 au début de la Seconde Guerre mondiale, il est le chef de l'Académie militaire Frounze.
Durant la Seconde Guerre mondiale, il est l'un des commandants du Front de Leningrad et du siège de Leningrad d'octobre 1941 à juin 1942, il est relevé de son commandement et remplacé par Leonid Govorov.